# Ronde van Vlaanderen 2011/Startlijst
Onderstaand het deelnemersveld van de 95e Ronde van Vlaanderen verreden op 3 april 2011. De Belg Nick Nuyens (Saxo Bank) kwam in Meerbeke als winnaar over de streep. Deze editie van de Ronde was de laatste die aankwam in Meerbeke, deelgemeente van Ninove. In 2011 besliste organisator Flanders Classics de finish naar Oudenaarde te verplaatsen, waar men vanaf 2012 aankomt. De vijfentwintig deelnemende ploegen konden acht renners selecteren. De Zwitser Fabian Cancellara (Leopard–Trek) droeg nummer één als titelverdediger. De Noor Thor Hushovd, die in 2010 in het Australische Geelong wereldkampioen werd, reed mee voor de Amerikaanse ploeg Garmin–Cervélo. De Slowaak Peter Sagan, toekomstig drievoudig wereldkampioen op rij, reed zijn eerste Ronde van Vlaanderen in de trui van het Italiaanse Liquigas. Hij reed de wedstrijd evenwel niet uit. De ploeg van winnaar Nick Nuyens, het Deense Saxo Bank–Sungard, eindigde de wedstrijd met acht renners.

## Ploegen
| K = Kopman | DNF = Niet uitgereden | Vb. = Nationale kampioen op de weg 2010 |

### Leopard–Trek
1.  Fabian Cancellara K 

2.  Dominic Klemme

3.  Stuart O'Grady

4.  Joost Posthuma DNF

5.  Tom Stamsnijder

6.  Giacomo Nizzolo DNF

7.  Martin Mortensen DNF

8.  Wouter Weylandt DNF

### Garmin–Cervélo
11.  Thor Hushovd   K

12.  Tyler Farrar

13.  Roger Hammond

14.  Heinrich Haussler

15.  Andreas Klier

16.  Daniel Lloyd DNF

17.  Sep Vanmarcke DNF

18.  Matthew Wilson DNF

### Vacansoleil
21.  Stijn Devolder 

22.  Thomas De Gendt

23.  Björn Leukemans K

24.  Borut Božič

25.  Marco Marcato

26.  Jens Mouris DNF

27.  Mirko Selvaggi DNF

28.  Frederik Veuchelen DNF

### Quick-Step
31.  Tom Boonen K

32.  Gert Steegmans

33.  Dries Devenyns

34.  Andreas Stauff

35.  Guillaume Van Keirsbulck

36.  Kevin Van Impe

37.  Sylvain Chavanel 

38.  Davide Malacarne DNF

### Omega Pharma–Lotto
41.  Philippe Gilbert K

42.  David Boucher

43.  Jürgen Roelandts

44.  André Greipel

45.  Adam Blythe DNF

46.  Klaas Lodewyck

47.  Vicente Reynés

48.  Marcel Sieberg

### Rabobank
51.  Lars Boom K

52.  Rick Flens DNF

53.  Sebastian Langeveld

54.  Tom Leezer

55.  Dennis van Winden

56.  Maarten Tjallingii

57.  Coen Vermeltfoort DNF

58.  Maarten Wynants

### HTC-Highroad
61.  Lars Ytting Bak

62.  Mark Cavendish

63.  Bernhard Eisel

64.  Jan Ghyselinck

65.  Matthew Goss DNF

66.  John Degenkolb K

67.  Gatis Smukulis DNF

68.  Martin Velits

### BMC Racing Team
71.  Greg Van Avermaet

72.  Alessandro Ballan K

73.  Marcus Burghardt

74.  George Hincapie

75.  Karsten Kroon DNF

76.  Danilo Wyss

77.  Manuel Quinziato

78.  Michael Schär

### Saxo Bank
81.  Nick Nuyens K 

82.  Baden Cooke

83.  Kasper Klostergaard

84.  Gustav Erik Larsson

85.  Jarosław Marycz

86.  Michael Mørkøv

87.  Jonas Aaen Jørgensen

88.  Matteo Tosatto

### Team Sky
91.  Juan Antonio Flecha K

92.  Edvald Boasson Hagen

93.  Kurt-Asle Arvesen DNF

94.  Ben Swift

95.  Mathew Hayman

96.  Jeremy Hunt DNF

97.  Ian Stannard

98.  Geraint Thomas 

### Liquigas
101.  Elia Viviani

102.  Tiziano Dall'Antonia DNF

103.  Jacopo Guarnieri

104.  Ted King DNF

105.  Kristjan Koren

106.  Alan Marangoni DNF

107.  Daniel Oss

108.  Peter Sagan DNF

### Team RadioShack
111.  Sébastien Rosseler K DNF

112.  Manuel Cardoso DNF

113.  Michał Kwiatkowski DNF

114.  Fumiyuki Beppu

115.  Geoffroy Lequatre

116.  Robbie McEwen

117.  Dmitri Moeravjov

118.  Grégory Rast

### AG2r
121.  Joeri Krivtsov

122.  Kristof Goddaert

123.  Sébastien Hinault

124.  Steve Houanard

125.  Romain Lemarchand

126.  Sébastien Minard

127.  Lloyd Mondory

128.  Anthony Ravard DNF

### Astana
131.  Asan Bazajev

132.  Allan Davis DNF

133.  Maksim Goerov 

134.  Andrij Hryvko

135.  Maksim Iglinski DNF

136.  Simon Clarke

137.  Mirco Lorenzetto

138.  Tomas Vaitkus

### Katjoesja
141.  Leif Hoste

142.  Filippo Pozzato K

143.  Vladimir Goesev

144.  Vladimir Isajtsjev DNF

145.  Sergej Ivanov

146.  Aljaksandr Koetsjynski 

147.  Luca Paolini

148.  Michail Ignatjev DNF

### Lampre–ISD
151. — 

152.  Grega Bole DNF

153.  Vitalij Boets DNF

154.  Danilo Hondo K

155.  Vitalij Kondroet DNF

156.  Dmitro Krivtsov

157.  Simon Špilak DNF

158.  Bálint Szeghalmi DNF

### Movistar
161.  Andrey Amador

162.  Imanol Erviti

163.  Jesús Herrada DNF

164.  Ignatas Konovalovas

165.  Carlos Oyarzún

166.  Luis Pasamontes DNF

167.  José Joaquín Rojas

168.  Francisco Ventoso

### Euskaltel
171.  Javier Aramendia

172.  Jonathan Castroviejo DNF

173.  Pierre Cazaux DNF

174.  Jon Izagirre

175.  Gorka Izagirre

176.  Miguel Mínguez DNF

177.  Alan Pérez DNF

178.  Daniel Sesma DNF

### Landbouwkrediet
181.  Frédéric Amorison

182.  Koen Barbé DNF

183.  Davy Commeyne

184.  Bart Dockx DNF

185.  Egidijus Juodvalkis DNF

186.  Bert Scheirlinckx

187.  Bobbie Traksel DNF

188.  Geert Verheyen

### Topsport Vlaanderen–Mercator
191.  Laurens De Vreese

192.  Dominique Cornu

193.  Geert Steurs

194.  Pieter Jacobs

195.  Stijn Neirynck DNF

196.  Preben Van Hecke

197.  Steven Van Vooren

198.  Pieter Vanspeybrouck DNF

### Veranda's Willems
201.  Steven Caethoven DNF

202.  James Vanlandschoot

203.  Jempy Drucker

204.  Rob Goris DNF

205.  Arnoud van Groen

206.  Staf Scheirlinckx

207.  Bram Schmitz

208.  Stefan van Dijk DNF

### Cofidis, le Crédit en Ligne
211.  Jens Keukeleire K

212.  Nico Sijmens

213.  Kevyn Ista

214.  Leonardo Duque

215.  Arnaud Labbe

216.  Romain Zingle

217.  Aleksejs Saramotins 

218.  Tristan Valentin DNF

### La Française des Jeux
221.  Olivier Bonnaire DNF

222.  William Bonnet K

223.  Steve Chainel

224.  Mickaël Delage DNF

225.  Anthony Geslin DNF

226.  Frédéric Guesdon

227.  Matthieu Ladagnous
 DNF

228.  Dominique Rollin

### Skil–Shimano
231.  Bert De Backer

232.  Roy Curvers DNF

233.  Koen de Kort

234.  Mitchell Docker DNF

235.  Roger Kluge DNF

236.  Martin Reimer

237.  Ronan van Zandbeek

238.  Tom Veelers

### Team Europcar
241.  Sébastien Chavanel DNF

242.  Cyril Gautier

243.  David Veilleux

244.  Yohann Gène

245.  Thomas Voeckler  K

246.  Vincent Jérôme

247.  Alexandre Pichot

248.  Sébastien Turgot

## Afbeeldingen

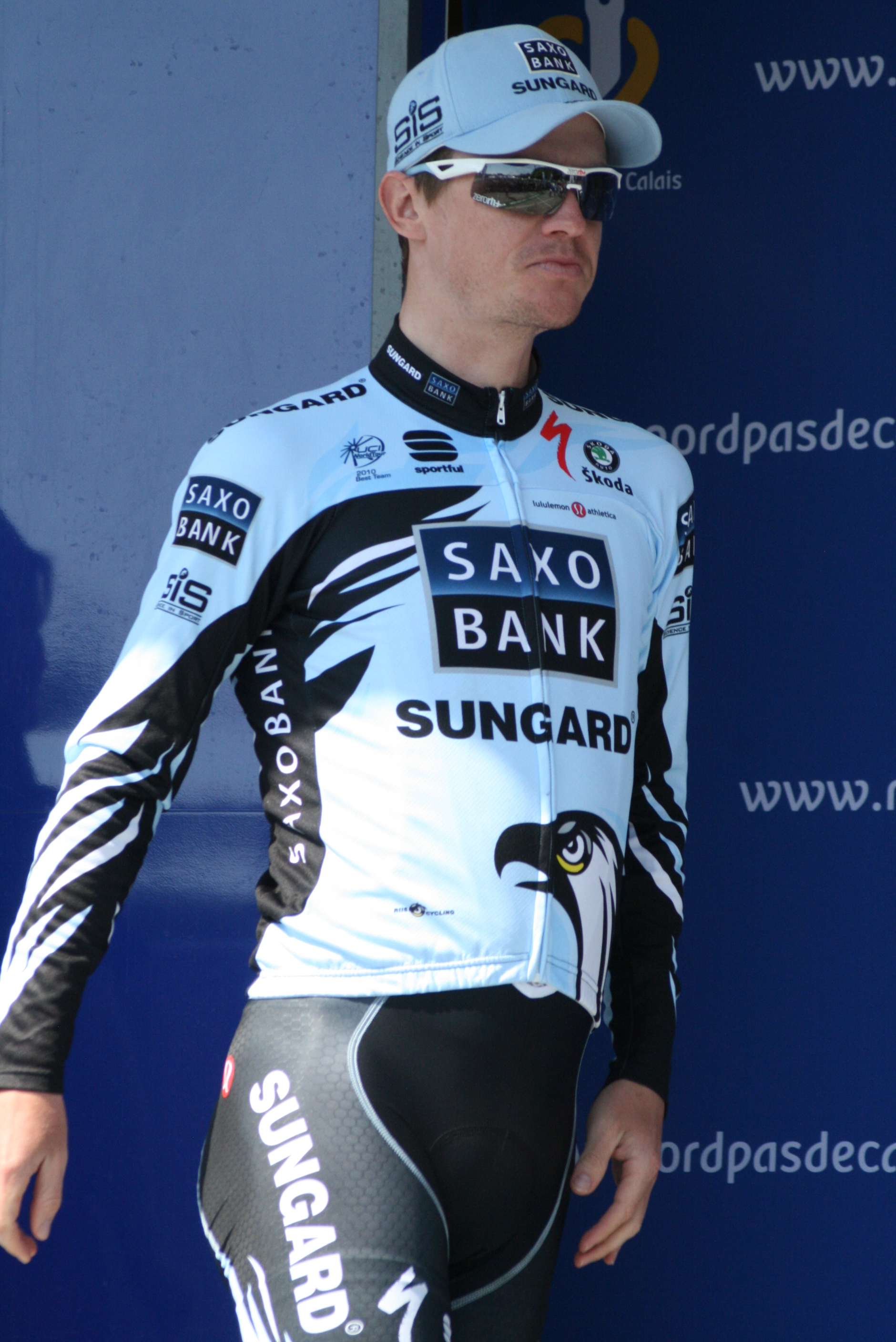
Nick Nuyens, Vierdaagse van Duinkerke 2011
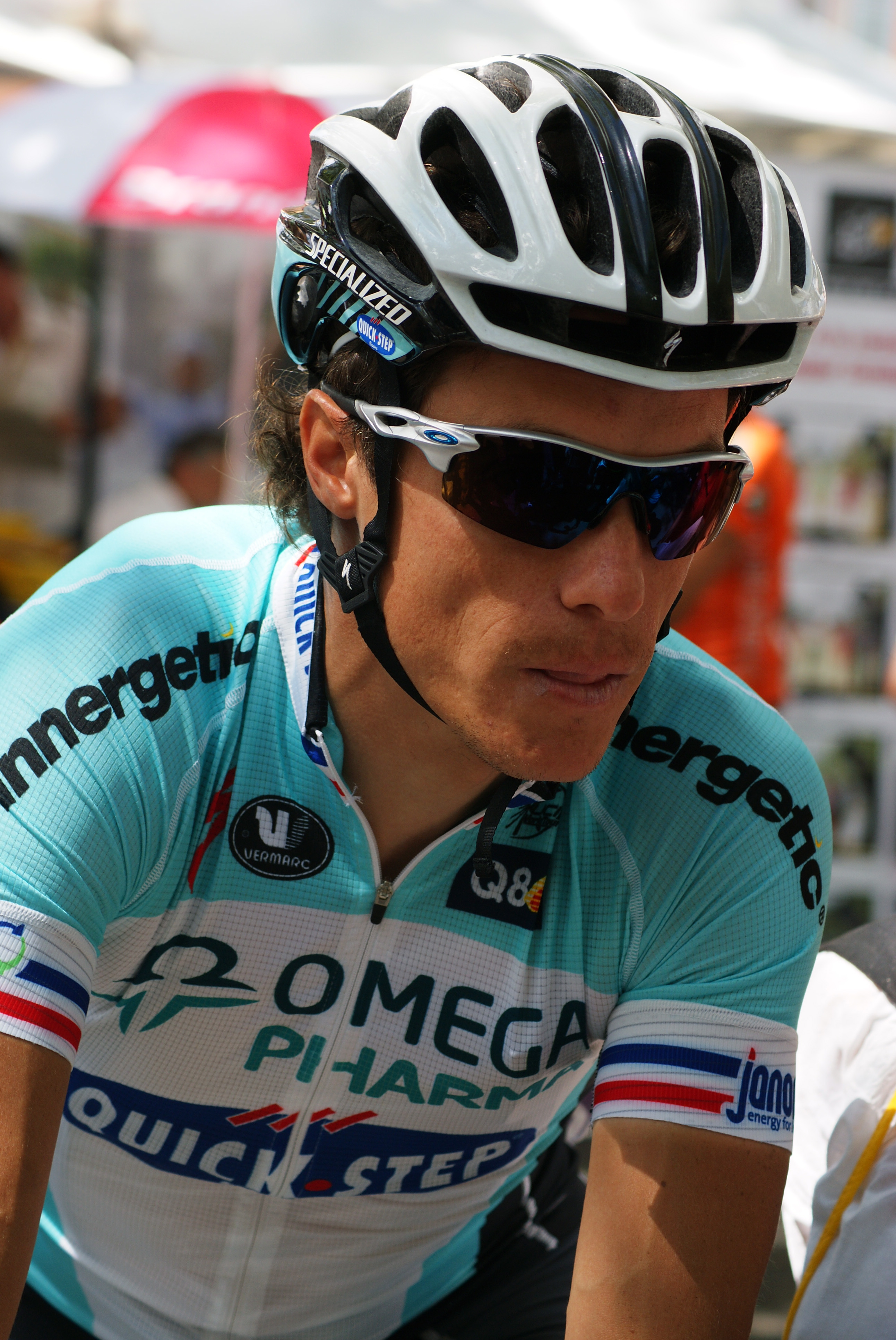
Sylvain Chavanel, Ronde van Frankrijk 2012
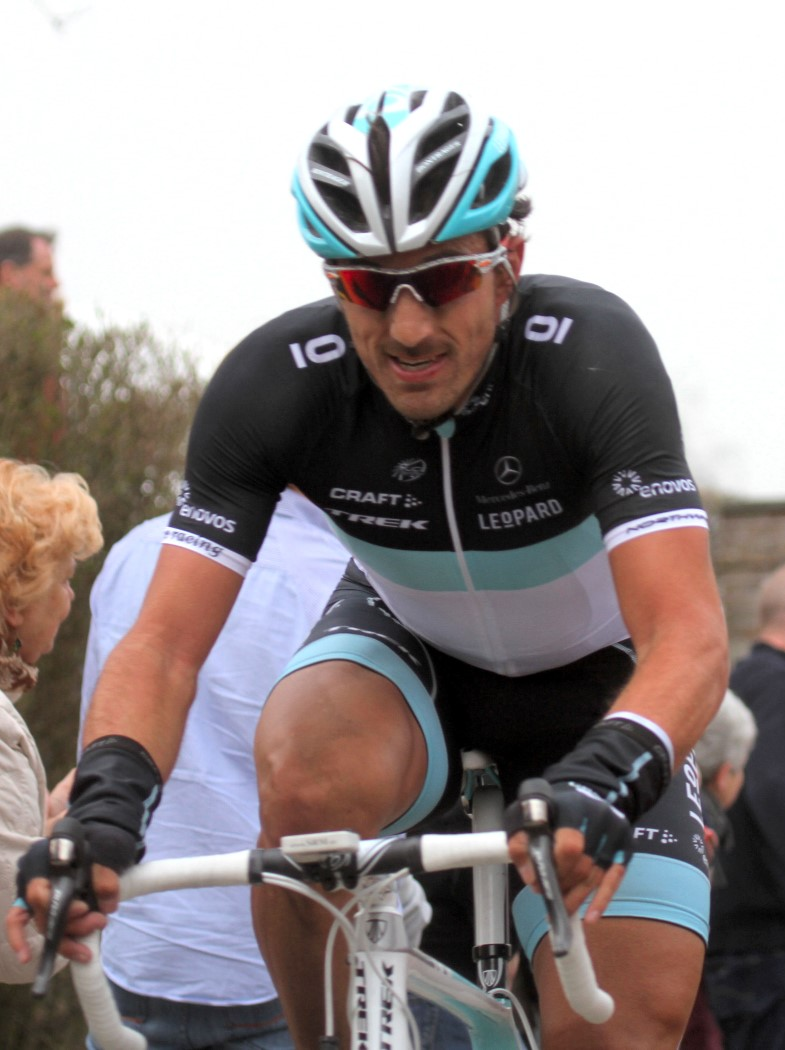
Fabian Cancellara, E3 Harelbeke 2011
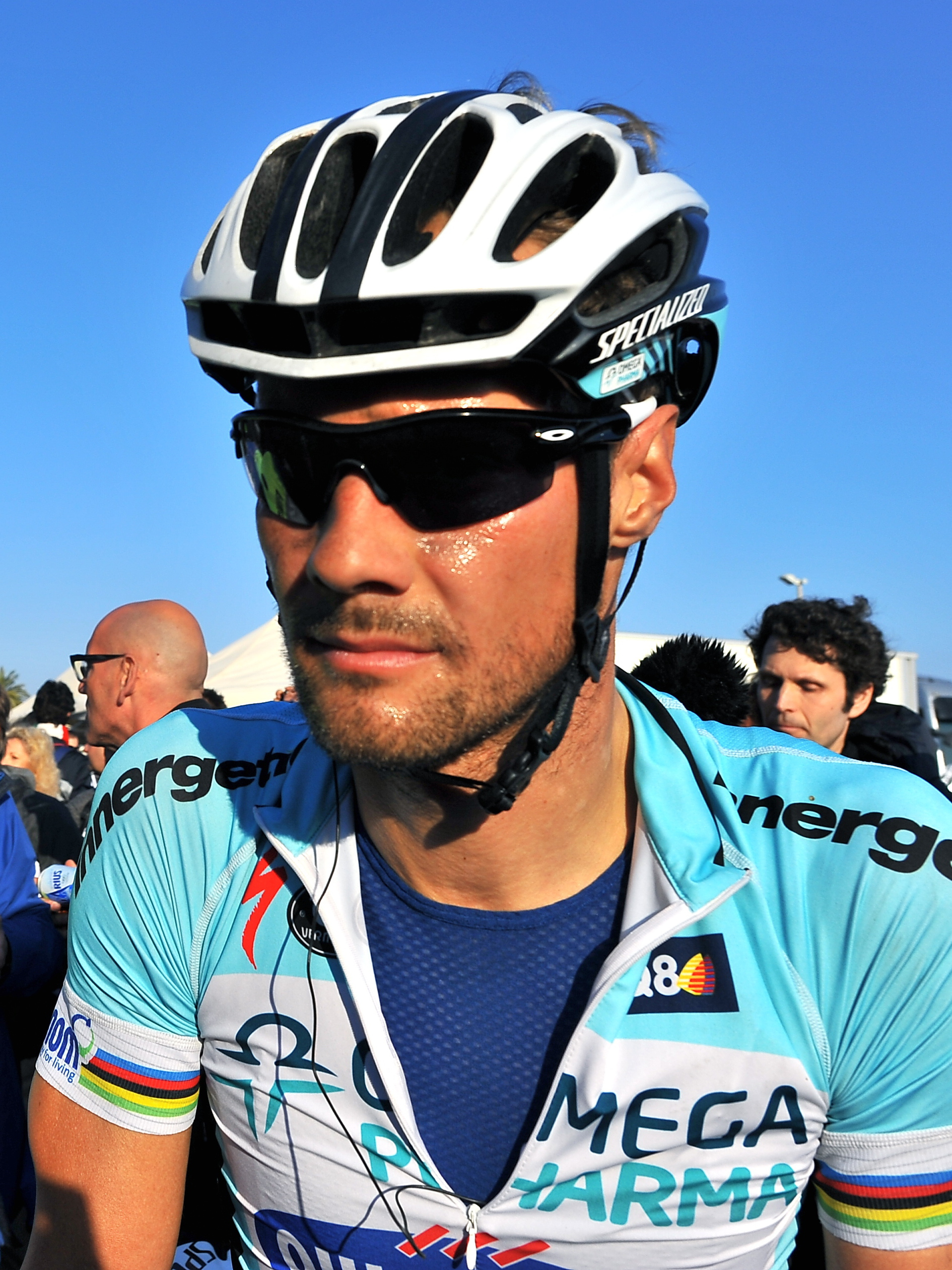
Tom Boonen, Milaan-San Remo 2012
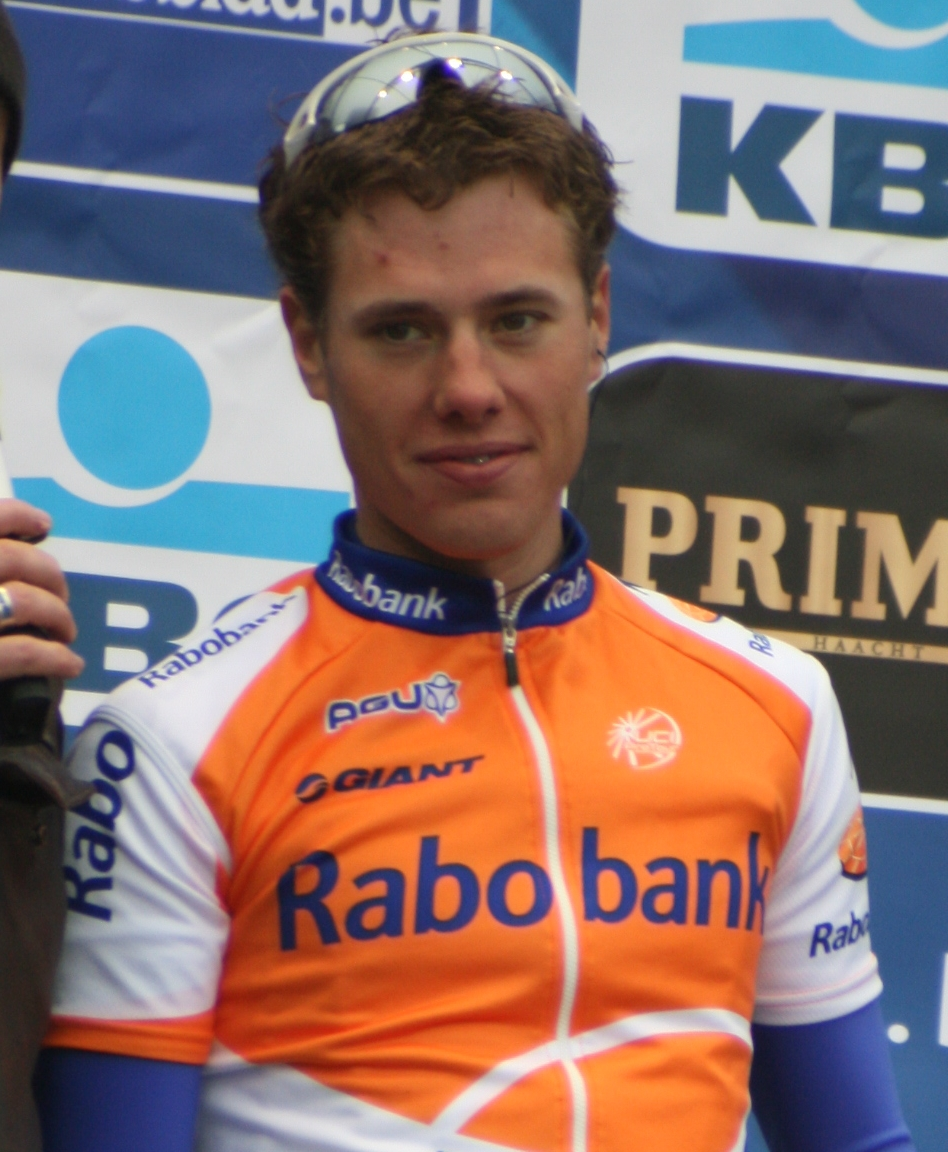
Sebastian Langeveld, Ronde van Vlaanderen 2009
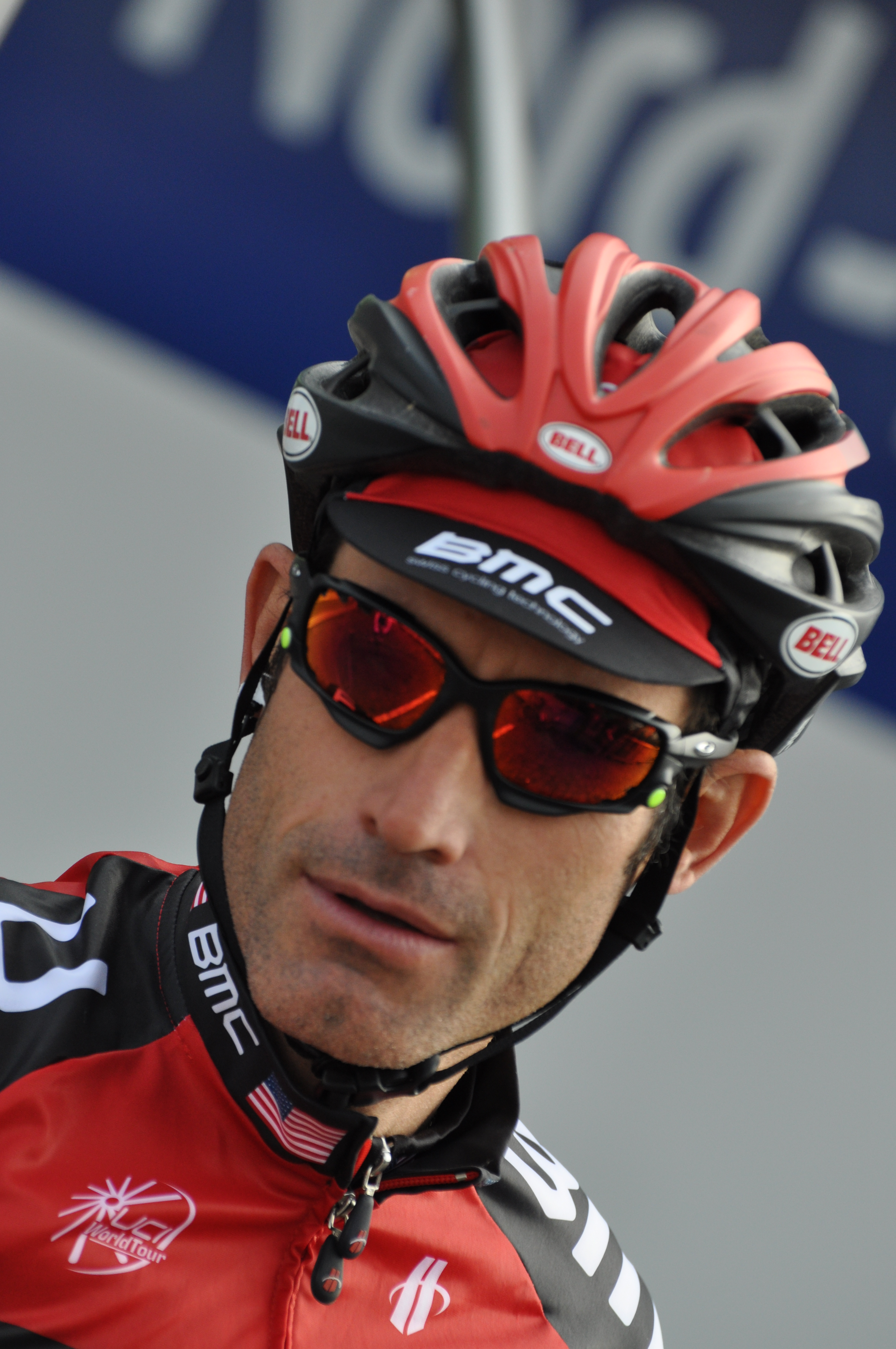
George Hincapie, Parijs-Roubaix 2012
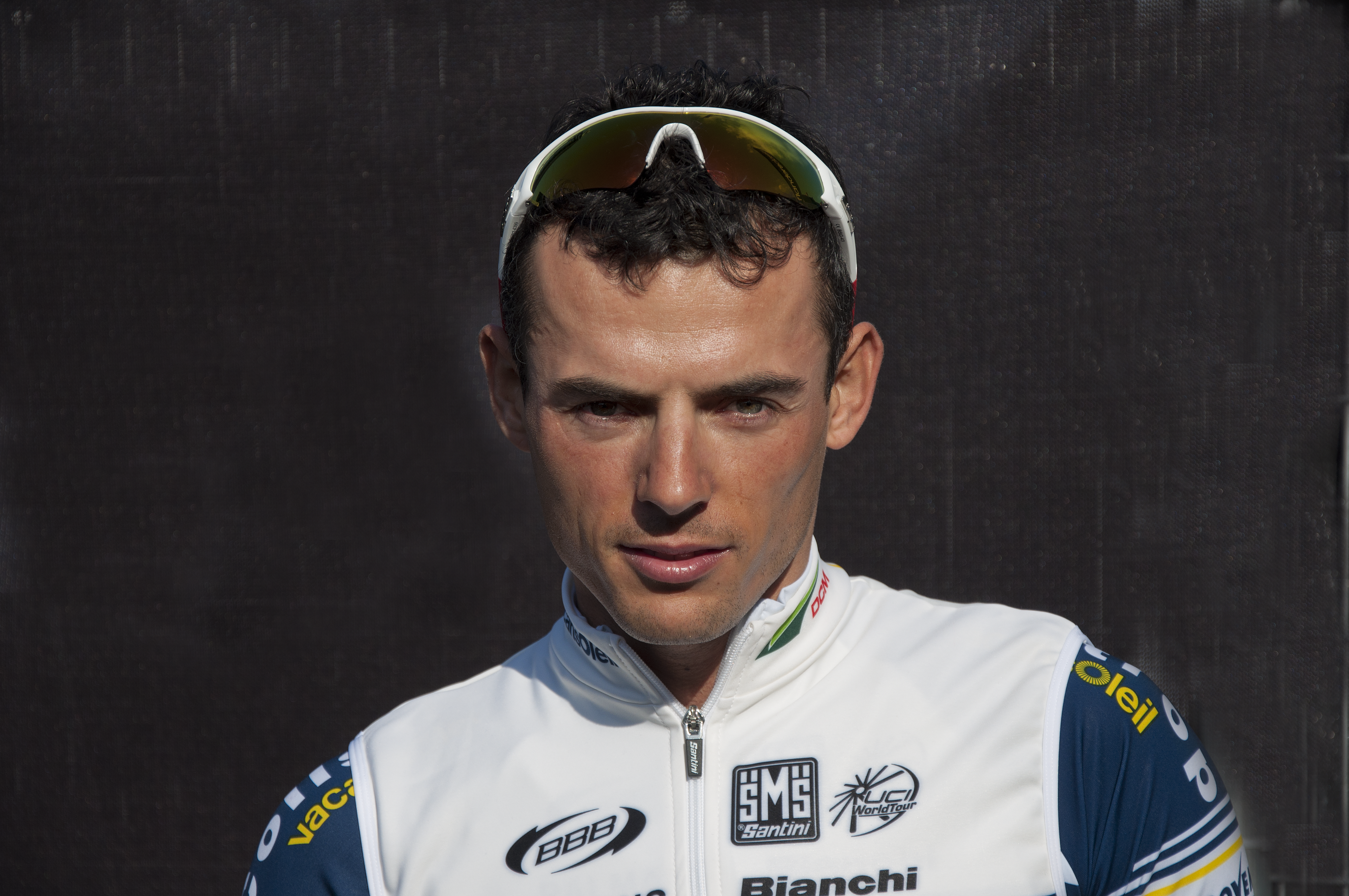
Björn Leukemans, Omloop Het Nieuwsblad 2012
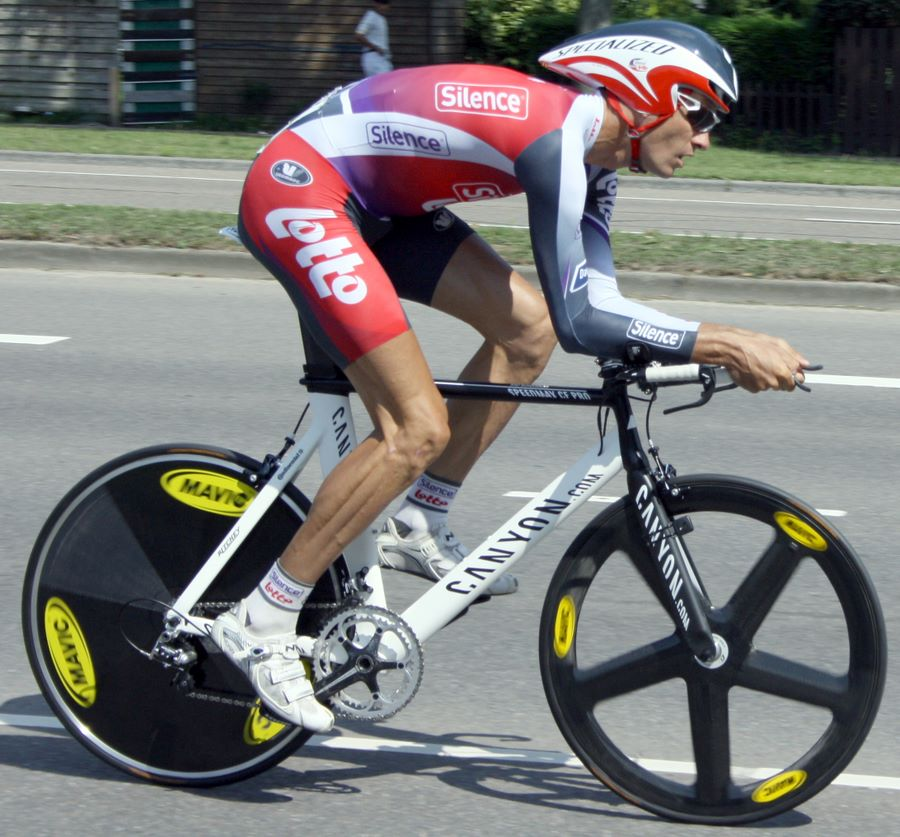
Staf Scheirlinckx, Eneco Tour 2009
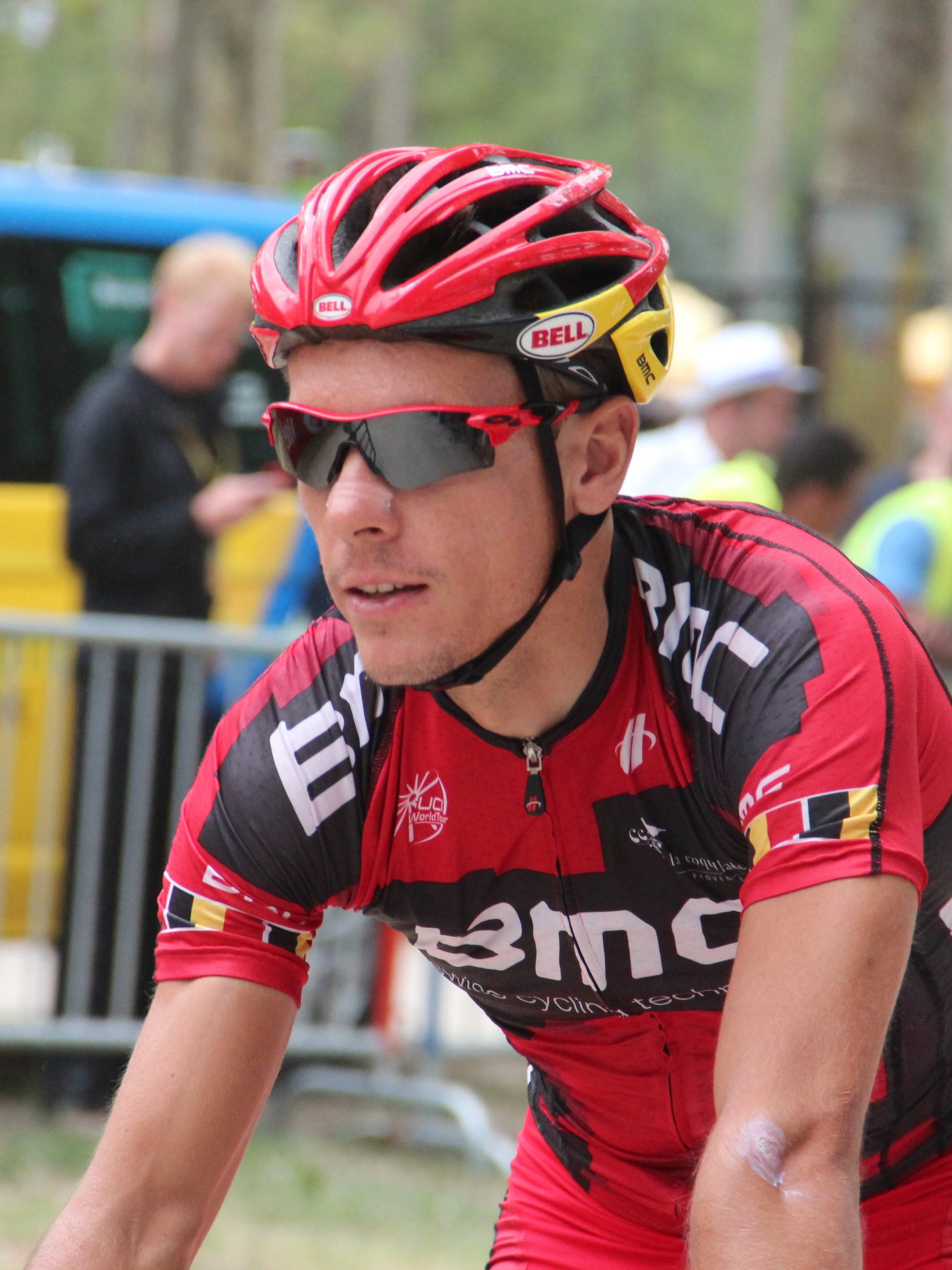
Philippe Gilbert, Ronde van Frankrijk 2012
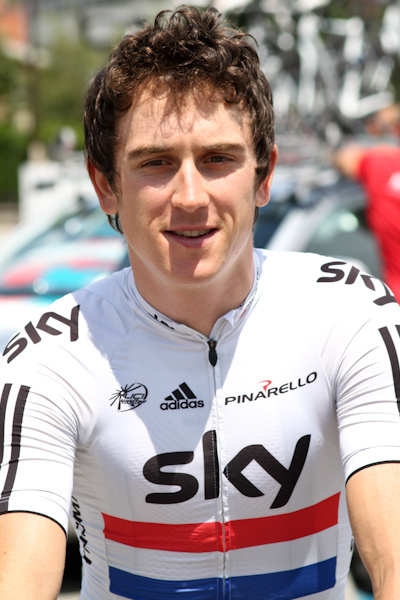
Geraint Thomas, Critérium du Dauphiné 2011

1913 · 
1914 · 
1915 · 
1916 · 
1917 · 
1918 · 
1919 · 
1920 · 
1921 · 
1922 · 
1923 · 
1924 · 
1925 · 
1926 · 
1927 · 
1928 · 
1929 · 
1930 · 
1931 · 
1932 · 
1933 · 
1934 · 
1935 · 
1936 · 
1937 · 
1938 · 
1939 · 
1940 · 
1941 · 
1942 · 
1943 · 
1944 · 
1945 · 
1946 · 
1947 · 
1948 · 
1949 · 
1950 · 
1951 · 
1952 · 
1953 · 
1954 · 
1955 · 
1956 · 
1957 · 
1958 · 
1959 · 
1960 · 
1961 · 
1962 · 
1963 · 
1964 · 
1965 · 
1966 · 
1967 · 
1968 · 
1969 · 
1970 · 
1971 · 
1972 · 
1973 · 
1974 · 
1975 · 
1976 · 
1977 · 
1978 · 
1979 · 
1980 · 
1981 · 
1982 · 
1983 · 
1984 · 
1985 · 
1986 · 
1987 · 
1988 · 
1989 · 
1990 · 
1991 · 
1992 · 
1993 · 
1994 · 
1995 · 
1996 · 
1997 · 
1998 · 
1999 · 
2000 · 
2001 · 
2002 · 
2003 · 
2004 · 
2005 · 
2006 · 
2007 · 
2008 · 
2009 · 
2010 · 
2011 · 
2012 · 
2013 · 
2014 · 
2015 · 
2016 · 
2017 · 
2018 · 
2019 · 
2020 · 
2021 · 
2022 · 
2023 · 
2024
Lijst van beklimmingen